# 스베틀라나 오시포바
스베틀라나 발레리예브나 오시포바(우즈베크어: Svetlana Valeriyevna Osipova, 러시아어: Светла́на Вале́рьевна О́сипова, 2000년 5월 3일~)는 우즈베키스탄의 태권도 선수이다. 2020년 하계 올림픽 여자 헤비급에 우즈베키스탄 국가대표로 참가했으며 세계 선수권 대회에서 1회 우승, 1회 준우승을 차지했다.